# Viadukt von Le Day

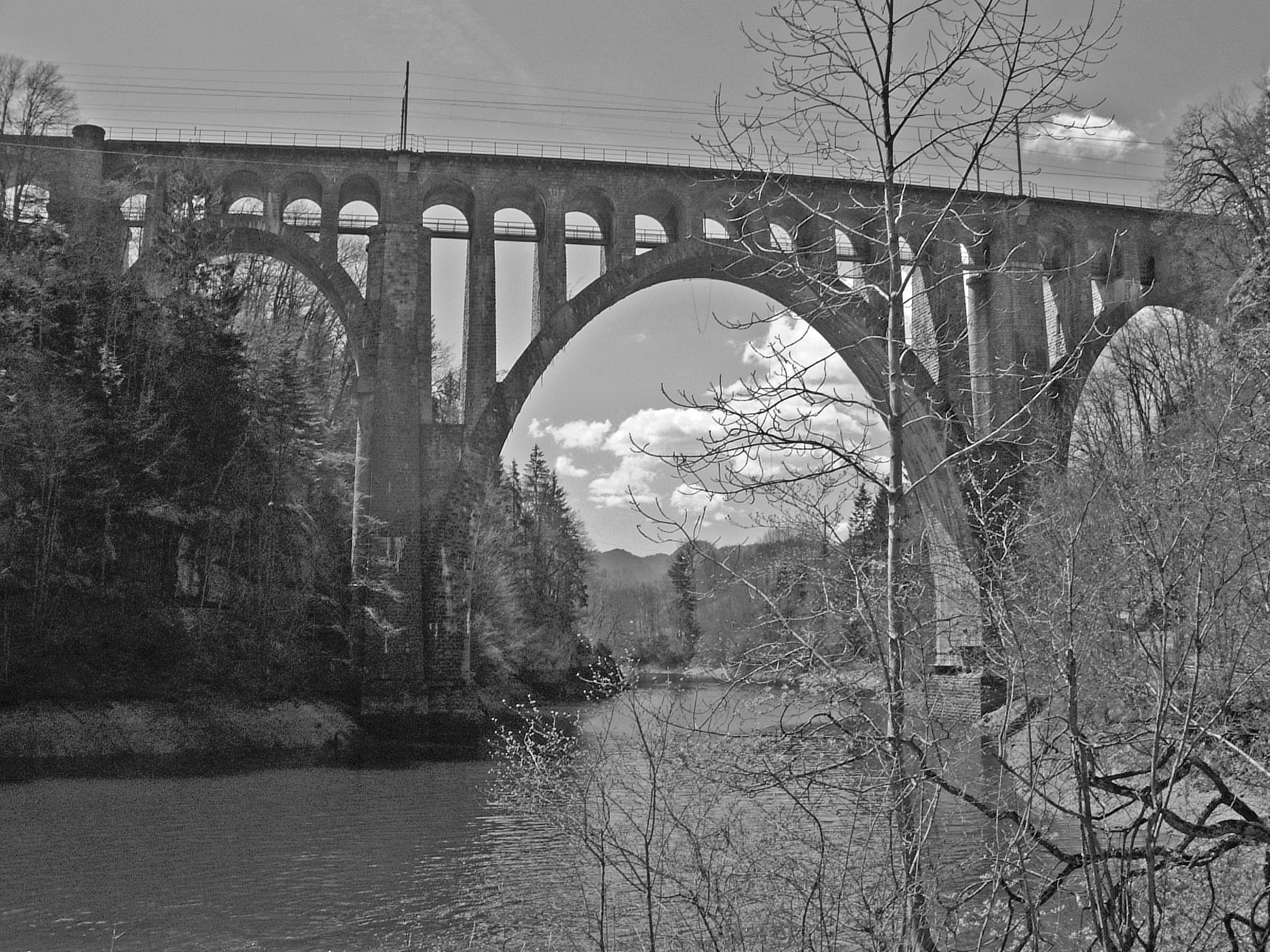
Viadukt von Le Day

Das Viadukt von Le Day (französisch viaduc du Day) ist eine Eisenbahnbrücke in Vallorbe im Distrikt Jura-Nord vaudois des Schweizer Kantons Waadt. Sie steht nahe dem Weiler Le Day und überquert die Orbe, die seit 1955 durch die 450 m flussabwärts stehende Staumauer Le barrage du Day aufgestaut ist.

## Gitterträgerbrücke (1870)
Die 1870 eingeweihte Brücke war ursprünglich eine von zwei Pfeilern aus Steinmauerwerk getragenen Gitterträgerkonstruktion aus Schmiedeeisen. Ihre drei ungleich weiten Öffnungen hatten Stützweiten von 36,5 + 56,0 + 23,5 m. Sie war 5,0 m breit und hatte eine Höhe von 59 m über dem Talgrund. Wegen den schwerer gewordenen Lokomotiven und Züge wurde sie bereits in den Jahren 1899 und 1900 verstärkt.
In den 1920er Jahren war wegen der Elektrifizierung eine weitere Verstärkung erforderlich. Ausführliche Untersuchungen ergaben einen Umbau zu einer massiven Gewölbebrücke als günstigste Lösung.

## Umbau zur Steinbogenbrücke (1925)
Das Viadukt von Le Day wurde deshalb noch vor dem Grandfey-Viadukt bei Freiburg in den Jahren 1923 bis 1925 ohne Betriebsunterbruch umgebaut und mit einem Fussgängersteg versehen. Nach dem von den SBB unter Leitung von Adolf Bühler ausgearbeiteten Umbauprojekt wurden zunächst die Bögen in die bestehenden Öffnungen unterhalb des eisernen Überbaus eingebaut, wobei die Scheitel der Bögen bis dicht unter die Untergurte der Gitterträger reichten. Die Lehrgerüste wurden von Richard Coray erstellt. Anschliessend wurde der existierende Überbau mit den Pfeilern der zukünftigen Sparbögen auf sie gestützt. Schliesslich wurde abschnittsweise die Eisenkonstruktion abgebrochen und der neue Überbau hergestellt.
Die insgesamt 161,25 m lange Brücke erhielt dadurch eine Hauptöffnung mit einer lichten Weite von 44,00 m. Auf dem grossen Bogen stehen neun Sparbögen mit einer lichten Weite von 4,50 m. Die Bögen in den unterschiedlich grossen Seitenöffnungen haben naturgemäss kleinere Masse. Der etwas auskragende Überbau ist nun insgesamt 8,4 m breit. Die Bögen sind aus Natursteinen gemauert, da Beton aus dem örtlichen Kies den hohen Beanspruchungen nicht genügt hätte und man den Kontrast zu den vorhandenen Pfeilern vermeiden wollte. Lediglich die Teile der Pfeiler oberhalb des Gehsteges, die Sparbögen und der restliche Überbau wurden in Stampfbeton ausgeführt und anschliessend mit Naturstein verkleidet. Der Gehsteg in der Längsachse der Brücke wurde aus Eisenbeton gebaut. Die beiden grossen Pfeiler standen ursprünglich oberhalb des Bachbetts. Seit dem Bau der Barrage du Day stehen ihre Sockel im Wasser.

## Berühmte Züge
Die Achse Paris – Mailand über Vallorbe und Le Day ist historisch. Seit  der Eröffnung des Simplontunnels befuhr diese Strecke zwischen 1906 und 1919 der Simplon-Express. Dieser Luxuszug wurde durch die Compagnie Internationale des Wagons-Lits (CIWL) betrieben. Er stellte die erste Direktverbindung von Paris nach Mailand dar. Nach dem Ersten Weltkrieg wurde die Strecke über Mailand bis Istanbul verlängert und dadurch der Name des Zuges auf Simplon-Orient-Express angepasst.
Ab 1984 erreichten die ersten TGV Züge von Paris über Dijon-Dole, Besançon die Schweiz. Die Weiterfahrt in Richtung Lausanne oder Bern ging über das Viadukt Le Day.
Aktuell wird die zweigleisige Brücke von der Linie Paris–Lausanne des TGV Lyria benutzt, ausserdem von der Linie Lausanne–Vallorbe des RER Vaud (Réseau express régional vaudois) sowie von der Linie von Vallorbe nach Le Pont im Vallée de Joux mit der Verlängerung nach Le Brassus.